# 朱藻
朱藻（1493年—？年），字以薦，四川瀘州人，

## 生平
正德十六年（1521年）辛巳科進士。歷官戶部主事。嘉靖十七年（1538年）任直隸真定府知府，陞雲南副使。

## 家族
曾祖朱自明，祖朱㼅，父朱子賢，母何氏。